# 패밀리팡
《패밀리팡》은 대한민국의 JTBC의 예능 프로그램이다. 가족 간에 벌어지는 이야기를 예능과 시트콤 형식을 결합해 만든 새로운 버전의 버라이어티 프로그램이다.

## 방송 시간
- 2013년 1월 3일 ~ 2013년 1월 24일 : 매주 목요일 오후 10시 00분